# Meribanes III
Meribanes III (em georgiano: მირიან) foi rei da Ibéria e fundador da dinastia cosroida. Príncipe mirrânida, teve o trono ibério assegurando pelos sassânidas. Após converter-se ao cristianismo, fez deste a religião oficial da Ibéria em 337 e estreitou relações com o Império Romano. É venerado como Santo Igual aos Apóstolos Rei Mirian (em georgiano: წმინდა მოციქულთასწორი მეფე მირიანი, transl. Ts'minda Motsikultasts'ori Mefe Miriani) na Igreja Ortodoxa Georgiana, comemorado em 1 de outubro no calendário litúrgico junto a sua esposa, a Rainha Nana.
A cronologia do príncipe Vacusti, filho do Rei Vactangue VI da Cártlia, data o início de seu reino ao ano de 268 e sua morte a 345, o que o historiador Cyril Toumanoff corrige, respectivamente, para 284 e 361. Entre fontes antigas, sua vida foi amplamente relatada pelo historiador contemporâneo Amiano Marcelino e por crônicas georgianas e armênias, como a de Moisés de Corene.

## Nome
Mirranes (Μιρράνης, Mirránēs) ou Mitranes (Μιθράνης, Mithránēs), são as formas gregas do persa médio Mirã (Mihrān), que derivou do persa antigo Mitrana (*Miθrāna-). Foi citado em armênio como Mirã (Միհրան, Mihran) e Merã (Մեհրան / Մէհրան, Mehran) e em georgiano como Miriã (მირიან). Em sua forma georgiana, foi latinizado como Meribanes pelo historiador Amiano Marcelino. Segundo a Vida de Vactangue, esse nome estava ligado a Mirdates, que deu origem a Mitrídates e outros nomes análogos.

## Vida
O rei nasceu no Império Sassânida por volta do ano de 267, no seio da poderosa família mirrânida, de onde tirou seu nome Mihran, tendo desde muito novo o trono da Ibéria assegurado pelos persas, o que resultou a adaptação de seu nome para Meribanes (Mirian). Foi inicialmente casado à princesa Abexura, filha do anterior rei ibérico, Asparuces I, mas após sua morte jovem e sem filhos se casou com a princesa grega Nana, provavelmente filha do rei bósforo Olímpio. No começo de seu reino, teria tomado parte dos romanos nas guerras contra sua terra natal sassânida, estabelecendo após a Paz de Nísibis laços com o Império Romano que se cimentariam ainda mais após a conversão de ambos os impérios ao cristianismo.
Por volta do ano de 334, sua esposa foi convertida pela missionária capadócia Santa Nino, o que causou em Meribanes, um zoroastriano convicto, descontentamento, pelo qual ameaçou divorciá-la. Segundo a tradição, no entanto, Meribanes acabaria se perdendo nos bosques em uma viagem de caça após um escurecimento refentino, fazendo-o orar ao "Deus de Nino" e convertendo-se ao ser livrado por um clareamento, igualmente refentino. Subsequentemente, o cristianismo foi decretado a crença oficial da Ibéria, então um dos primeiros reinos cristãos, no ano de 337.